# Andrea Gaudenzi
Andrea Gaudenzi (Faença, 30 de julho de 1973) é um ex-tenista profissional italiano.